# Fourteen Words

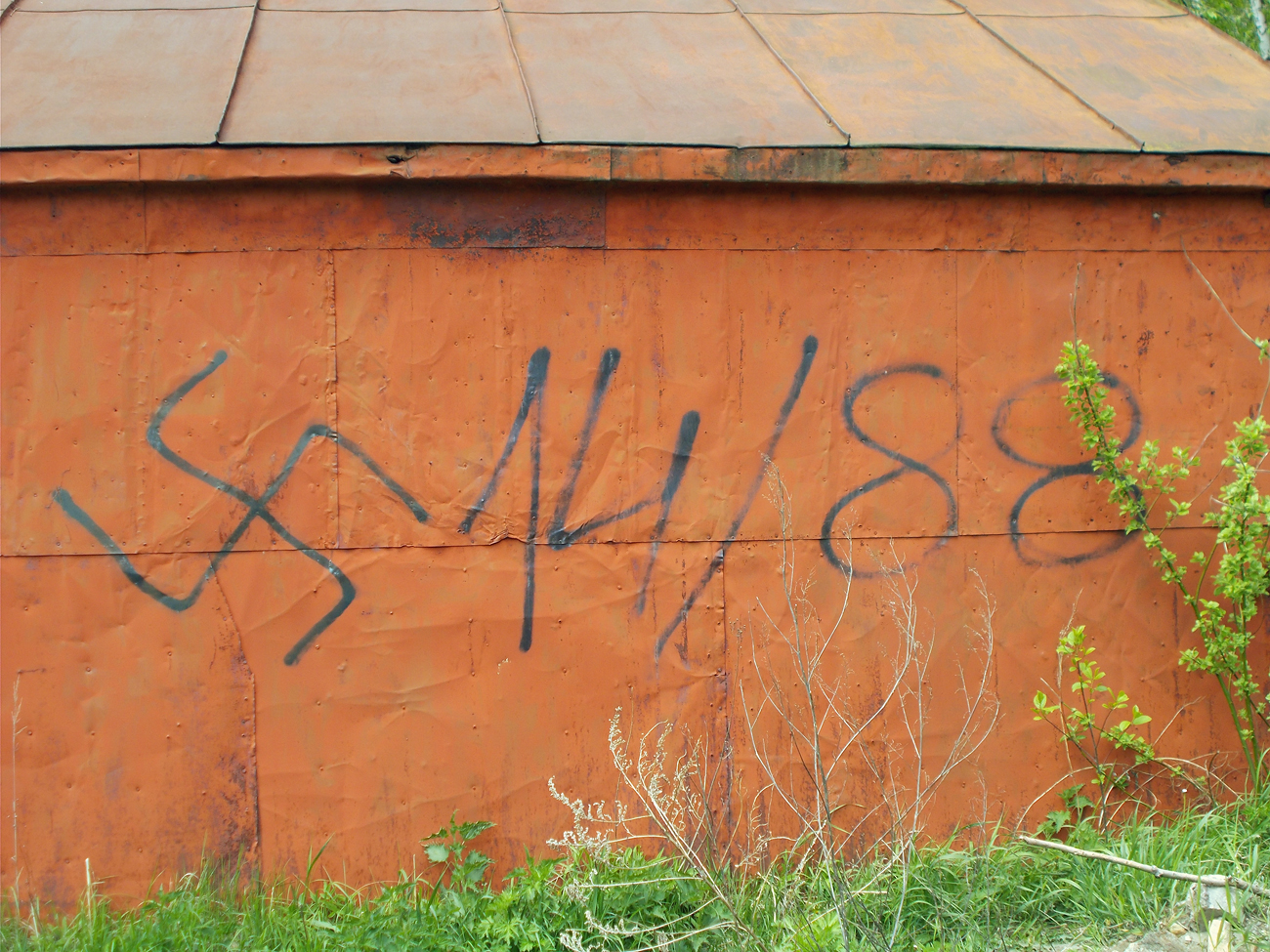
Grafite com uma suástica e 14/88

Fourteen Words ou Quatorze Palavras (abreviado como 14 ou 14/88) é uma referência a dois slogans originários de David Eden Lane, um dos nove membros fundadores do extinto grupo separatista supremacista branco The Order. Os slogans têm servido como um grito de guerra para os militantes nacionalistas brancos internacionalmente.
O slogan principal nas Quatorze Palavras é "Devemos assegurar a existência de nosso povo e um futuro para as crianças brancas" ("We must secure the existence of our people and a future for white children"), seguido pelo slogan secundário "Porque a beleza da mulher ariana branca não deve perecer da Terra" ("Because the beauty of the White Aryan woman must not perish from the Earth").
Os dois slogans foram cunhados antes de Lane cumprir uma sentença de 190 anos em prisão federal por violar os direitos civis do apresentador de talk show judeu Alan Berg, que foi assassinado por outro membro do grupo em junho de 1984. Eles foram popularizados fortemente após a prisão de Lane. Os slogans foram divulgados através da gráfica 14 Word Press, fundada em 1995 em St. Maries, Idaho, pela esposa de Lane para divulgar os escritos de seu marido junto com Ron McVan que mais tarde mudou sua operação para Butte, Montana, após um desentendimento com a viúva de David, Katja Maddox.
Lane usou a codificação numérica 14-88 extensivamente ao longo de seus tratados espirituais, políticos, religiosos, esotéricos e filosóficos e notavelmente em seus 88 Preceitos. De acordo com o Southern Poverty Law Center, a inspiração para as Quatorze Palavras "é derivada de uma passagem do livro autobiográfico de Adolf Hitler, Mein Kampf" (uma afirmação que Lane nunca fez); as Quatorze Palavras são usadas com destaque por neonazistas, skinheads nazistas, pela extrema-direita e por certos nacionalistas brancos.
A ideologia de Lane era antiamericana, separatista branca e insurrecional; ele considerava a lealdade aos Estados Unidos da América como "traição racial" e defendia o acrônimo "Our Race Is Our Nation " ("ORION"; Nossa Raça é Nossa Nação, em português), considerando os Estados Unidos como cometendo genocídio contra as pessoas brancas e como tendo sido fundado como uma Nova Ordem Mundial para finalizar um governo sionista global.
Opondo-se amargamente à continuação da existência dos Estados Unidos como uma entidade política, e rotulando-o de "assassino da raça branca", Lane defendeu ainda mais o terrorismo doméstico como uma ferramenta para esculpir uma "pátria branca" nos Estados Montanhosos do norte. Para esse fim, Lane emitiu uma declaração chamada "Autoridade Moral" publicada pela agora extinta 14 Word Press e compartilhada pelas publicações da Nação Ariana, Igreja Mundial do Criador e outros grupos separatistas brancos, referindo-se aos Estados Unidos como um "Máquina vermelha, branca e azul de assassinato em massa itinerante", afirmando que "a verdadeira autoridade moral pertence àqueles que resistem ao genocídio".

## Fraseologia
Após a publicação das Quatorze Palavras de Lane, elas foram adotadas por supremacistas brancos e neonazistas, nacionalistas brancos, identitários e membros da extrema-direita e direita alternativa. A variação mais usada é "Devemos assegurar a existência de nosso povo e um futuro para as crianças brancas" ("We must secure the existence of our people and a future for white children"); uma variação menos usada é "Porque a beleza da mulher ariana branca não deve perecer da terra" ("Because the beauty of the White Aryan woman must not perish from the earth"). Às vezes são combinados com o número 88 para formar as abreviações "14/88" ou "1488". Os números 8 representam a oitava letra do alfabeto, H, com "HH" representando Heil Hitler, de acordo com os neonazistas que usam o código. O número 88 foi usado por Lane como uma referência aos seus 88 Preceitos, juntamente com uma referência secundária às suas "88 Linhas e 14 Palavras". "88", quando combinado com "14", refere-se à numerologia na religião neopagã supremacista branca de Lane, Wotanism (o valor absoluto de 14 menos 88 sendo o número -74).
O slogan tem sido usado em atos de terrorismo e violência da supremacia branca. Foi central para o simbolismo do plano de assassinato de Barack Obama no Tennessee [en] em 2008, que pretendia matar 88 afro-americanos, incluindo o futuro presidente Barack Obama (na época o candidato do Partido Democrata), 14 dos quais deveriam ser decapitados. O skinhead Curtis Allgier notavelmente tatuou as palavras em seu corpo depois que ele assassinou o agente penitenciário Stephen Anderson, e o massacre da igreja de Charleston inspirado na guerra racial de Dylann Roof foi influenciado pelo slogan.

## Origens
Uma forte semelhança da primeira definição com uma declaração no Mein Kampf de Adolf Hitler foi apontada, embora não por Lane ou pela Fourteen Word Press. Estudiosos como Barry Balleck afirmaram que Lane foi quase certamente influenciado por Hitler, especificamente na seguinte declaração em Mein Kampf.
Devemos lutar é para salvaguardar a existência e reprodução de nossa raça e de nosso povo, o sustento de nossos filhos e a pureza de nosso sangue, a liberdade e independência da pátria, para que nosso povo possa amadurecer para o cumprimento da missão que lhe foi atribuída pelo criador do universo. Todo pensamento e toda ideia, toda doutrina e todo conhecimento devem servir a este propósito. E tudo deve ser examinado a partir deste ponto de vista e utilizado ou rejeitado de acordo com sua utilidade.— Mein Kampf, Vol. I, Capítulo 8
De acordo com o estudioso Mattias Gardell, David Lane ensinou algo que ele chamou de "Profecia da Pirâmide 666", que incluía o conceito de que um código da Bíblia foi inserido por "adeptos arianos " dentro da versão do Rei Jaime da Bíblia cristã. O livro de Gardell, Gods of the Blood, afirma: "O número 1776 aparece no quadrado numérico de Marte no qual se encontra a Estrela de Davi e sua fórmula 741, sendo 741 também o valor das 14 Palavras na gematria simples". Lane afirmou que os dois slogans de 14 palavras chegaram a ele enquanto dormia e que as frases continham 61 letras, 20 sílabas, 74 caracteres e o valor 741. Elaborando, ele se descreveu na "Profecia da Pirâmide" como o "Homem Sol 666" tentando "salvar os brancos" com a América sendo o "sistema da Besta" empenhado em "destruir os brancos" — pontos de vista que foram censurados por Ron McVan e outros que consideraram as afirmações messiânicas contraproducentes por "desligar potenciais convertidos".

## Referências relacionadas ao terrorismo e violência

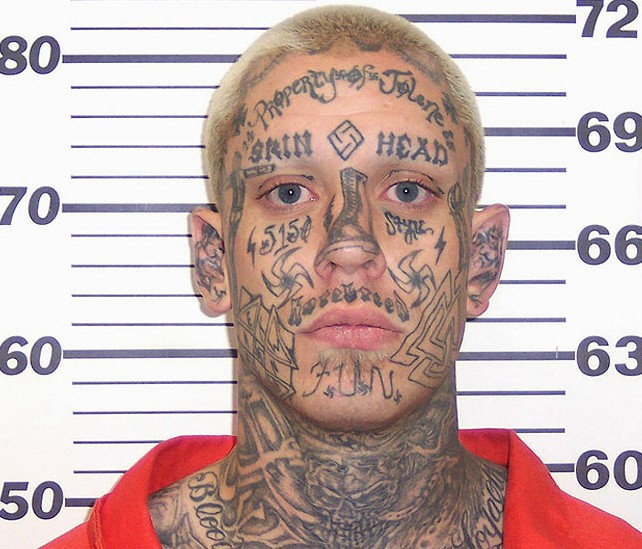
O assassino skinhead Curtis Allgier tem tatuagens com "14" e "88"